# Hervé Le Menn
Pour les articles homonymes, voir Le Menn.
Hervé Le Menn (20 décembre 1899 à Hanvec - 4 août 1973 à Paris), Herve ar Menn en breton, a été l'un des premiers à défendre la culture bretonne. Promoteur de la cornemuse en Bretagne, il est le cofondateur de la KAV (Kenvreuriezh ar Viniaouerien), le premier groupe musical breton à utiliser la cornemuse en 1932, inspiré des pipe bands. Intéressé par tout ce qui concerne la langue bretonne et le répertoire oral, il a pris une part importante dans l'existence du mouvement breton à Paris, où il travaillait.

## Biographie
Établi à Paris, il fonde en 1932, avec Louis Weisse, la Confrérie des sonneurs de biniou ou Kenvreuriezh ar Viniaouerien (K.A.V.) premier bagad ayant jamais existé où ont commencé Dorig Le Voyer et Polig Montjarret.
Son activité en faveur de la culture bretonne et de la langue bretonne a été particulièrement importante : collectage d'airs, fabrication de binious, réintroduction des danses bretonnes dans les bals de l'émigration, mise en place de formations pour les sonneurs, publication des œuvres de collectage de Bourgeois, réédition du Barzhaz Breizh de La Villemarqué et d'une monographie en breton sur Hanvec : Istor Hañveg : parrez ha kumun (Histoire d'Hanvec, paroisse et commune) aux Éditions La Baule à Paris en 1974.
En 1954, il fonde l'ECB (Entente culturelle bretonne). En 1988, elle crée le prix Hervé Le Menn récompensant chaque année des personnes ou des associations dont les actions à caractère local et à finalité non commerciale ont contribué à la promotion de la culture bretonne.